# Peristeria (orquídea)
Peristeria es un género de orquídeas epífitas o de hábitos terrestres. Es nativa de Centroamérica y Sudamérica.

## Características
Son todos muy  próximos al género Lycomormium. Este difiere en su sépalo dorsal que es totalmente libre en la base, y se presentan con labio trilobulado con el lóbulo medio más largo que los laterales. Todavía hay cierta controversia sobre si la inflorescencia erecta o arqueada debe servir como una diferenciación entre estos géneros, lo que parece haber sido abandonada en favor de otros criterios como diferencias florales.
Las plantas son algo parecidas a las Stanhopea, con grandes pseudobulbos ovalados o algo cónicos, carnosos, como vainas de consistencia membranosa, con una o unas pocos hojas apicales, caducifolias, pseudopecioladas que son grandes y vistosas, plegadas, elíptico-lanceoladas, con nervaduras gruesas, subcoriáceas. La inflorescencia racemosa es muy corta.
Las flores presentan sépalos y pétalos iguales, cóncavos, redondeados y carnosos, dando un aspecto esférico a la flor. La columna pueden tener alas pequeñas o aurículas, es gruesa y corta, con antera terminal que contiene dos biloculares polinias cerosas.

## Distribución y hábitat
Peristeria tiene  aproximadamente una docena de especies resistentes  epífitas o de hábitos terrestres, de crecimiento cespitoso. Se encuentran desde Costa Rica a la selva amazónica, en Ecuador, Perú, Colombia, Guayana  y el norte de Brasil. 

## Evolución, filogenia y taxonomía
Fue propuesto por William Jackson Hooker en Botanical Magazine 58: pl. 3116 en 1831. La especie tipo es Peristeria elata Hooker. 

### Etimología
El nombre del género proviene del griego peristerion, que significa palomita, en alusión a que la forma de sus flores en algo se asemejan a estas aves.

### Especies dePeristeria
- Peristeria cerina  Lindl. (1837)
- Peristeria cochlearis  Garay (1972)
- Peristeria elata  Hook. (1831) - Especie tipo
- Peristeria ephippium Rchb.f. (1883)
- Peristeria esperanzae P.Ortiz (2008)
- Peristeria guttata  Knowles & Westc. (1838)
- Peristeria leucoxantha  Garay (1954)
- Peristeria lindenii  Rolfe (1891)
- Peristeria pendula  Hook. (1836)
- Peristeria rossiana  Rchb.f. (1889)
- Peristeria selligera  Rchb.f. (1887)
- Peristeria serroniana  (Barb.Rodr.) Garay (1954)
- Peristeria violacea  (Josst) Foldats (1968)

### Sinonimia
- Eckartia Rchb.f. (1841)[1]